# Hubert Colas
 (juin 2023).
Si vous disposez d'ouvrages ou d'articles de référence ou si vous connaissez des sites web de qualité traitant du thème abordé ici, merci de compléter l'article en donnant les références utiles à sa vérifiabilité et en les liant à la section « Notes et références ».
Hubert Colas, né en 1957, est auteur de théâtre, metteur en scène, acteur et scénographe français.
Il dirige la compagnie Diphtong qu'il crée en 1988 et avec laquelle  il monte la plupart de ses propres textes, publiés aux éditions Actes Sud-Papiers : Temporairement épuisé (Théâtre de la Bastille, 1988), Sans Faim (Théâtre national de Strasbourg, 2004), Le Livre d’or de Jan (Festival d'Avignon, 2009), Texte M (Théâtres Garonne et Sorano – Toulouse, 2015).… ainsi que ceux, souvent non théâtraux, d’auteurs contemporains comme Christine Angot, Sonia Chiambretto, Martin Crimp, Rainald Goetz, Witold Gombrowicz, Sarah Kane, Annie Zadek…
Par son approche sans cesse renouvelée des textes, Hubert Colas célèbre l’écriture théâtrale dans toute sa diversité. Mais c’est le temps de la représentation qui est au cœur de ses préoccupations. Le travail de recherche et de répétition est tout entier tourné vers cet échange à venir : la rencontre avec le public. Son approche de la scène est frontale et sans ambiguïté.

## Biographie
Hubert Colas naît en 1957, dans la commune de Chatou en Seine-et-Oise.[réf. nécessaire]
En 1988, il crée la compagnie Diphtong, avec laquelle il monte nombreux de ses textes. Installée à Marseille depuis 1990, cette dernière tourne beaucoup en France et à l’étranger (Allemagne, Italie, Canada, Russie, Suisse, etc.) et participe à de nombreux festivals, principalement européens (La Bâtie-Festival de Genève, Festival Actoral – Marseille, Festival d’Avignon, Festival des Jeunes Théâtres d’Omsk – Russie, Festival Perspectives de Sarrebruck – Allemagne, Festival delle Colline – Turin, Italie…).
En 2001, il crée et dirige depuis Montévidéo à Marseille, un lieu de résidence et de création dédié aux écritures contemporaines où il offre une résonance singulière aux écritures d’aujourd’hui et favorise les croisements entre les disciplines artistiques.
En 2002, il crée Actoral[Pas dans la source], festival international déployé dans une quinzaine de lieux, durant trois semaines, en ouverture de saison et qui chaque année interroge les écritures contemporaines dans tous les domaines artistiques. Le public a déjà pu y découvrir des artistes tels que : Anne-James Chaton, Les Chiens de Navarre, Matija Ferlin, Christophe Fiat, Rodrigo García, Yves-Noël Genod, Amir Reza Koohestani, Joris Lacoste, Philippe Quesne, Nathalie Quintane, Gisèle Vienne, La Cie du Zerep, etc.
En 2005, il traduit et met en scène Hamlet de Shakespeare à La Criée - Théâtre national de Marseille, spectacle présenté ensuite au 59ème Festival d’Avignon.
Il a été artiste associé au Théâtre national de la Colline à Paris (2007-2008), aux scènes nationales du Merlan à Marseille et du Lieu unique à Nantes (2009 - 2010), et à l'École régionale des acteurs de Cannes.
En 2012, il reprend la direction de la revue littéraire marseillaise IF, fondée par les poètes Liliane Giraudon, Jean-Jacques Viton, Henri Deluy et Jean-Charles Depaule.
En 2013, il écrit et crée en collaboration avec Jean-Jacques Jauffret No Signal [?Help], avec les élèves de 3ème année de l’ERAC, à La Friche la Belle de Mai, puis, Gratte-Ciel de Sonia Chiambretto dans le cadre du Festival de Marseille à la Villa Méditerranée.
En 2014, il crée Nécessaire et urgent d’Annie Zadek à La Bâtie-Festival de Genève et en 2015, Texte M. aux Théâtres Garonne et Sorano à Toulouse.
En 2016, il crée à Marseille Une Mouette et autres cas d’espèces, libre réécriture de La Mouette d’Anton Tchekhov par les auteurs Edith Azam, Jérôme Game, Liliane Giraudon, Angélica Liddell, Nathalie Quintane, Jacob Wren et Annie Zadek. Le spectacle est présenté au Théâtre Nanterre-Amandiers en janvier 2017. Hubert Colas signe aussi cette année là la scénographie du spectacle 2666 de Roberto Bolaño mis en scène par Julien Gosselin pour la 70e édition du Festival d’Avignon, puis à l'Odéon-Théâtre de l'Europe à Paris et présente son spectacle Texte M. à l’Usine C à Montréal en novembre.
En 2018, il présente sa dernière création Désordre lors du festival Actoral à Marseille, Montréal et Ottawa. Il sonde avec cette nouvelle écriture la solitude, le silence, le désordre sentimental, le désordre de la nation, le désordre des réseaux et celui de la communication.
En janvier 2020 il crée Nous campons sur les rives de Mathieu Riboulet à Nanterre-Amandiers.
En mai 2021, il mettra en scène son premier texte Temporairement épuisé avec les étudiants en théâtre de l’Université d’Aix-Marseille. Il créera également en juin de la même année une nouvelle version de Texte M. au Maillon à Strasbourg, en coproduction avec le TJP Centre dramatique national. Puis il mettra en scène la pièce Jeff Koons de Rainald Goetz au Mucem à Marseille, en 4 épisodes présentés entre juin et septembre.
La création de Superstructure de Sonia Chiambretto est représentée en janvier 2022.

## Auteur

### Publications
Éd. Centre Pompidou-Metz
- Hubert Colas (2011) À l’occasion du cycle « Instantané Hubert Colas » du Centre Pompidou - Metz

Éd. Actes Sud-Papiers
- Le Livre d’or de Jan (2011)
- sans faim... (2) (2008)
- La Brûlure (2006)
- sans faim / Texte M / Simon (2004)
- La Croix des oiseaux suivi de Traces (1996)
- La Brûlure dans « Brèves d’Auteurs » (1995 et 2006)
- Visages (1994)
- Terre ou l’épopée sauvage de Guénolé et Matteo (1992)
- Nomades (1990)
- Temporairement épuisé (1988)

Inédits
- No Signal [?Help] (2013)
- Stop ou tout est bruit pour qui a peur (2012)
- Ces objets aimés qui d’habitude ne parlent pas (2000)

Revue carnet de voyages, n°3
- Je suis du Jour (1996), Textes H. Colas, Images D. Ben Loulou

Cahiers Du Renard
- Le legs invisible dans « L’art d’hériter » (1993)

Les Cahiers de Prospero, revue du Centre national des écritures du spectacle
- Bribes abattues dans le n°8 (juillet 1996)
- C’est ma maison dans le n°9 (mars 1999)

Dans le cadre du Secours populaire, édition Pocket, collection « Des mots pour la vie »
- Déroutes, 1re partie / Comment durer (2000)

Les Rencontres poétiques de Montpellier, librairie Sauramps
- Pour la route (2000)

Revue 2, Automne-Hiver 2016
- Désordre (2016)

Textes traduits par Hubert Colas
- Dans la jungle des villes de Bertolt Brecht
- Hamlet de William Shakespeare
- Avis aux femmes d’Irak de Martin Crimp
- Tout va mieux de Martin Crimp

### Traductions
Theaterstückverlag
- Gesichter (1996) traduction de Visages en allemand par C. Frühauf

Éd. Trilce
- Tierra (2003), traduction de Terre en espagnol par Fernando Gomez Grande
- Rostros (2003), traduction de Visages en espagnol par Gustavo Perdomo

Ksiegarnia Akademicka
- Dosyt (2004) dans l’Anthologie de la dramaturgie contemporaine française, traduction de sans faim en polonais par Joanna Warsza

Verlag der Autoren
- Die Verbrennung (2006), traduction de La Brûlure en allemand par Barbara Engelhardt

Éd. Actualités Éditions
- traduction en espagnol de sans faim (2013)

Revue 2, Autumn-Winter 2016
- Disorder (2016)

## Metteur en scène
- 1988 : Temporairement épuisé de Hubert Colas, Théâtre de la Bastille, Paris et Ménagerie de Verre, Paris
- 1990 : Nomades de Hubert Colas, Cité Radieuse du Corbusier, Théâtre des Bernardines Marseille. Prix de la scénographie au Festival Turbulences de Strasbourg et au Festival d'Alès
- 1992 : Terre ou L’Épopée de Guénolé et Matteo de Hubert Colas, Moulin du Roc scène nationale de Niort et Cité Internationale, Paris
- 1994 : Visages de Hubert Colas, Théâtre de la Criée et Cité Internationale, Paris
- 1995 : La Brûlure de Hubert Colas, Théâtre du Merlan scène nationale à Marseille
- 1995 : Corps et tentations de Didier-Georges Gabily, mise en espace, Théâtre du Merlan, scène nationale de Marseille
- 1995 : La Pluie d’été de Marguerite Duras, mise en espace, Théâtre du Merlan, scène nationale de Marseille
- 1996 : La Croix des oiseaux de Hubert Colas, Théâtre du Merlan, scène nationale de Marseille et Festival d'Avignon
- 1997 : Traces ou semence(s) au père de Hubert Colas, Théâtre du Merlan, scène nationale de Marseille
- 1997 : Adaptation de Dans la jungle des villes de Bertolt Brecht avec la collaboration d'Angela Konrad. Mise en scène de Hubert Colas et Philippe Duclos, Théâtre de la Métaphore - Centre Dramatique de Lille
- 1997 : Violences de Didier-Georges Gabily, mise en espace
- 1997 : Yvonne, Princesse de Bourgogne de Witold Gombrowicz, mise en espace
- 1998 : Mariage de Witold Gombrowicz, Théâtre la Passerelle, Gap
- 1999 : Nouvelle vague de Christine Angot, Théâtre des Bernardines, Marseille
- 2000 : La Fin de l'amour de Christine Angot, Théâtre du Merlan, scène nationale de Marseille
- 2000 : Ces objets aimés qui d’habitude ne parlent pas de Hubert Colas, Théâtre du Merlan, scène nationale de Marseille
- 2001 : Purifiés de Sarah Kane, Théâtre des Bernardines, Marseille
- 2001 : Fidelio, Opéra en deux actes de Ludwig van Beethoven, commande de l'Opéra de Nancy (direction musicale : Sébastien Lang-Lessing)
- 2001 : 4.48 Psychose de Sarah Kane dans le cadre des ateliers sonores du cycle Sarah Kane à montévidéo - centre de créations contemporaines, Marseille
- 2002 : Notes de cuisine de Rodrigo García, avec les élèves de l’ÉRAC, montévidéo - centre de créations contemporaines
- 2002 : Extaciones d’Eduardo Calla, Bolivie
- 2002 : Comment cela est-il arrivé ? de Joris Lacoste, montévidéo - centre de créations contemporaines
- 2004 : Sans faim de Hubert Colas, Théâtre national de Strasbourg
- 2005 : Hamlet de William Shakespeare, Théâtre de la Criée et Festival d'Avignon
- 2005 : Gênes 01 de Fausto Paradivino, montévidéo - centre de créations contemporaines, mise en espace dans le cadre du Festival actoral.4
- 2005 : Jupiter de Thomas Jonigk, mise en espace, montévidéo - centre de créations contemporaines
- 2005 : CHTO interdit aux moins de 15 ans de Sonia Chiambretto, Correspondances de Manosque, dans le cadre du Festival actoral.4
- 2006 : Face au mur de Martin Crimp, Théâtre du Gymnase, Marseille
- 2006 : Cycle de lectures dirigées par Hubert Colas d'auteurs de pays de l'ex-Yougoslavie : Quel est l'enfoiré qui a commencé le premier de Dejan Dukovski, Bienvenue aux délices du gel d'Asja Srenec Todorovic, Un bateau pour les poupées de Milena Markovic, Cher papa de Milena Bogavac, Europe (Monologue pour mère courage et ses enfants) de Ivana Sajko
- 2007 : Mon Képi Blanc de Sonia Chiambretto, Friche la Belle de Mai, Marseille, dans le cadre du Festival actoral.6
- 2007 : Avis aux femmes d’Irak de Martin Crimp, Théâtre des Salins - scène nationale de Martigues
- 2007 : Jeff Koons de Rainald Goetz, mise en espace, Théâtre national de la Colline, Paris, avec France Culture
- 2008 : Sans faim... (2) de Hubert Colas, Théâtre national de la Colline, Paris
- 2008 : 12 Sœurs slovaques de Sonia Chiambretto, Cité internationale, Paris
- 2009 : Le Livre d'or de Jan de Hubert Colas, Festival d'Avignon
- 2010 : Nouit de Thomas Clerc, mise en lecture avec France Culture, dans le cadre du Festival actoral.10
- 2011 : Kolik de Rainald Goetz, Centre Pompidou-Metz
- 2012 : Zone Éducation Prioritaire de Sonia Chiambretto, Théâtre Durance - scène conventionnée Pôle régional de développement culturel, Château-Arnoux / Saint-Auban
- 2012 : Stop ou tout est bruit pour qui a peur de Hubert Colas, Théâtre de Gennevilliers
- 2013 : Gratte-Ciel de Sonia Chiambretto, Villa Méditerranée, dans le cadre du Festival de Marseille_danse et arts multiples
- 2013 : No Signal [?HELP] de Hubert Colas en collaboration avec Jean-Jacques Jauffret, avec les élèves de 3e année de l'ERAC, Friche la Belle de Mai, Marseille
- 2013 : Le Cuisinier de Warburton d'Annie Zadek, mise en espace, Montévidéo, dans le cadre du Festival actoral.13
- 2014 : Nécessaire et urgent d'Annie Zadek, La Bâtie-Festival de Genève
- 2015 : Texte M. de Hubert Colas, Théâtre Sorano, Toulouse, présenté par le Théâtre Garonne et les Théâtres Sorano - Jules Julien
- 2016 : Une Mouette et autres cas d'espèces, libre réécriture de La Mouette d'Anton Tchekhov par Edith Azam, Jérôme Game, Liliane Giraudon, Angélica Liddell, Nathalie Quintane, Jacob Wren et Annie Zadek, Théâtre du Gymnase, Marseille
- 2020 : Nous campons sur les rives de Mathieu Riboule, Nanterre-Amandiers
- 2021 : Texte M. de Hubert Colas, Maillon, Strasbourg, en coproduction avec le TJP CDN
- 2021 : Jeff Koons de Rainald Goetz, Mucem, Marseille
- 2022 : Superstructure de Sonia Chiambretto, Théâtre national de Strasbourg

## Scénographe
- 2016 : 2666 de Roberto Bolaño, mise en scène Julien Gosselin, Festival d'Avignon
- 2018 : Joueurs, Mao II, Les Noms de Don DeLillo, mise en scène Julien Gosselin, Festival d'Avignon[4]

## Distinctions
- Prix du syndicat de la critique 2017 : meilleur créateur d'élément scénique pour 2666